# Железопътна линия Ямбол – Елхово
Железопътната линия Ямбол – Елхово е железопътна линия в Югоизточна България, Ямболска област с нормално междурелсие (1435 mm), закрита за пътническо и товарно движение и предвидена за демонтиране.

## История
Железопътното отклонение Ямбол – Елхово е проучено като линия с нормално междурелсие около 1910 г. След обявената мобилизация през 1912 г., за снабдяване на войските, разположени по южната граница, е разпоредено на железопътната строителна дружина да положи релсов път по шосето Ямбол – Къзълагач с наличния реквизиран „дековилен“ (600 mm) релсов материал. След започването на военните действия и острата нужда от масови превози към южната граница се получава заповед да се започне строителство на линия с нормално междурелсие (1435 mm), като се вземат свободните релси и траверси от „Предприятието за постройка на линията Мездра – Видин“. Бързият обрат на събитията обаче налага изоставянето на започнатото строителство.
През Първата световна война отново възниква необходимост от военни превози и строежът на железопътната линия е възобновен. С ускорени темпове от 14 декември 1916 г. до 31 март 1917 г. върху банкета на шосето Ямбол – Елхово е построена теснопътната линия с междурелсие 600 mm и обща дължина 39,5 km, експлоатирана с конска тяга. Линията започва от гара Ямбол на линията Пловдив – Бургас, като в очертанията на града е използвана и за пътнически превози. Общо има 7 гари с различни по дължина междугария от 2,74 до 12,55 km. Освен приемни здания в гарите Ямбол, Окоп, Тенево, Бейово и Елхово са построени и конюшни за конете. По-късно, заради голямото разстояние между Бейово и Елхово, е открита нова станция – Енибегли. Експлоатацията на линията се извършва със 160 коня и подвижен състав от 64 четириосни и двуосни вагона, возени във впрягове от по 2 или 4 коня. Това трасе се експлоатира с конска тяга до демонтирането му през април 1930 г.

### Трасе
Началото на теснолинейката е претоварната гара, намираща се на гара Ямбол на линията с нормално междурелсие. Следва левия банкет на шосето до достигане на река Тунджа (km 0+580). След това продължава по самата градска улица, където е и най-голямото нагорнище по линията – 54,2 ‰ с дължина 50 m и достига до казармите в южния край на града (km 2+760). Оттук до края си в Елхово трасето върви по левия банкет на пътя. Така е избегнато строителството на мостове и водостоци по цялата дължина на линията, което се отразява и на профила ѝ. Така в посока Елхово най-големите нагорнища са между 19,2 ‰ (дължина 330 m) и 31,5 ‰ (дължина 98 m), а в обратна посока между 14 ‰ (дължина 180 m) и 37,8 ‰ (150 m).

### В БДЖ
През 1920 г. със „Закона за уреждане положението на строените за военни нужди през време на Европейската война жп линии“, участъкът заедно с още няколко е предаден на БДЖ за обществено ползване. Поет е от 1 декември 1920 г. Времето за пътуване между крайните точки и в двете посоки е около 5 часа, но около 1 час от това време е за смяна на конете, престои по гарите и изчакване за разминаване.
Превозната дейност е по-активна през първата половина на 1920-те години, впоследствие намалява и през пролетта на 1930 г. движението по нея е спряно, тъй като влиза в експлоатация нормалната линия между Ямбол и Елхово. Със закриването на теснолинейката окончателно отпада конското теглене в БДЖ.

## Линия с нормално междурелсие
Нови проучвания на трасето за нормална линия са извършени през 1922 г. Строителните работи започват през 1930 г., но поради липса на средства вървят бавно. Откриването става на 19 април 1931 г. Строителството е извършено с временна и редовна трудова повинност, а отделни обекти чрез възлагане на търг. Общата дължина е 43007 m, минимален радиус на кривите 250 m и максимален наклон 15 ‰.
През септември 1941 г. влиза в експлоатация връзката между гарите „Ямбол-юг“ – „Георги Дражев“ с дължина от около 1,3 km. Така става възможно преминаването директно на влаковете от Безмер към Елхово и обратно. През 90-те години на ХХ век тя е закрита и демонтирана.
На 30 септември 2002 г. в 19:25 ч. от Ямбол и в 21:00 ч. от Елхово тръгват последните два влака по железопътната линия. От март 2003 г. е закрита жп гара Елхово и последната функционираща жп гара по линията е Бояново. От 2003 г. жп линията е преобразувана в маневрен район „Елхово“, а впоследствие – маневрен район „Юг“ на жп гара Ямбол. Товарно движение до Елхово и Бояново има до около 2009 г. след което поради влошеното състояние на железния път движението след km 4+500 (жп кантон „Георги Дражев“) е преустановено. Жп линията се използва в този участък до около 2012 г. за обслужване на химически цех в бившия завод „Ямболен“. През 2011 г. линията след жп кантон „Георги Дражев“ е извадена от националната железопътна мрежа и предложена за демонтаж. Към април 2019 г. тя все още не е демонтирана. По времето на парната тракция превозите се извършват основно от локомотиви серия серия 35.00, а впоследствие и с други серии парни локомотиви – 20.00, 36.00, 14.00 и за кратко – 16.00. Последните парни локомотиви по жп линия, а и изобщо в БДЖ за редовна експлоатация, са серия 15.00 до около 1982 г. До около 1984 г. парни локомотиви се поддържат в топъл резерв на жп гара Ямбол и в редки случаи са изпълнявали извънредна влакова работа по жп линия. В този период на жп гара Ямбол е можело да се видят и трите вида тракция на БДЖ в редовна експлоатация – парна, дизелова и електрическа.
Дизеловата тракция започва с експлоатацията на локомотиви серия 06.00 и ДМВ серия 18.00. Като маневрени локомотиви и извънредно за пътническа служба са използвани и серия 52.00. Вследствие амортизацията на дизеловите мотриси серия 18.00 след 1989 г. те са използвани без собствен ход и теглени в състав на влак от дизелови локомотиви серия 06. През 90-те години в експлоатация за пътническа служба навлизат дизеловите локомотиви серия 55.00, които са последните локомотиви по линията.
Във фолклора от 30-те и 40-те години на ХХ век пътническият влак между Ямбол и Елхово става известен както „Елховската Марийка“. В художествената литература има няколко произведения – стихове и разкази, посветени на жп линия Ямбол – Елхово.
Като клон на жп линия Ямбол – Елхово може да се приеме и рудничната теснолинейка (600 mm) Тенево – Крумово с дължина около 23 km с начална гара Тенево и крайна – железно руднично находище (мина Благовест) Крумово в североизточното подножие на Манастирските възвишения.